# 日本の地上デジタルテレビ放送

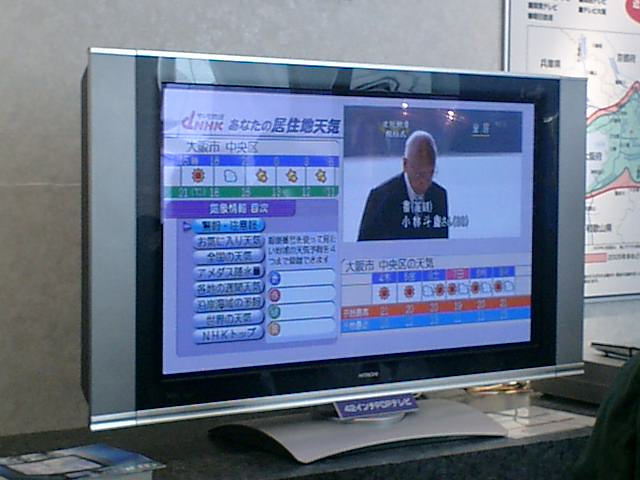
地上デジタルテレビ放送の画像イメージ（2004年〈平成16年〉11月 NHK大阪放送局施設見学会で）

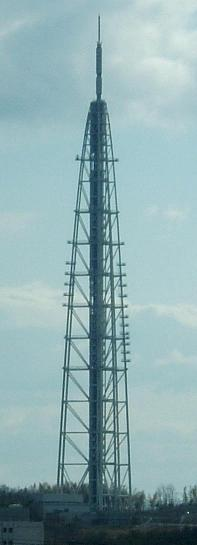
中京広域圏のデジタル放送を送信する瀬戸デジタルタワー

日本の地上デジタルテレビ放送（にほんのちじょうデジタルテレビほうそう）とは、日本における放送局により行われる地上（陸上）のデジタル方式テレビ放送である。2003年（平成15年）12月1日の正午に導入が開始され、東日本大震災で被災した岩手県、宮城県、福島県では2012年(平成24年)3月31日、それ以外の地域では2011年（平成23年）7月24日の正午にアナログからの完全移行（アナログ放送の終了）となった。略称は、「地デジ」。
チャンネル帯域はアナログ方式と同じUHF帯だが放送の方式が大きく異なるため視聴するには地上デジタル放送に対応したデジタルチューナーを搭載したテレビ受像機（テレビ）、DVDレコーダー、BDレコーダー、ハードディスクレコーダーなどの各種レコーダー、単体チューナー、パソコン類が必要である。

## 名称
地上波によるテレビジョン放送についてデジタル放送の開始が決定した当初、市場では「地上波デジタル放送」と呼称していた。その後、総務省が「地上デジタル放送」を呼称としたことにより2002年（平成14年）12月ごろから放送事業者側でも「地上デジタル放送」の呼称に変更している。ただ、その他のメディアの中には語感が良く使い慣れているなどの判断から現在でも「地上波デジタル放送」と呼んでいるところもある。
なお略称の「地デジ」の読み方は「ちじょうデジタル」の略で「ちデジ」が自然かつ一般的であるが、一時期「じデジ」という読み方が用いられていたこともある。

## 導入の経緯
1953年（昭和28年）に放送が開始された、アナログ方式のテレビジョン放送（NTSC、VHF1 - 12ch・UHF13 - 62ch）を、「電波の有効利用」を主目的にUHF13 - 52chのみを使用したデジタル方式（ISDB-T）に置き換えるものである。
1996年（平成8年）、郵政省（現在の総務省）では、世界のテレビジョン放送のデジタル化に遅れない必要性と、日本国内のデジタル放送技術開発および（映像）圧縮技術さらにデータ送信技術の高度化を鑑み、それまでアナログ放送を念頭に開発されていた次期放送衛星BS-4後発機（打ち上げ成功後のBSAT-2a）の仕様変更が検討され約1年の審議の結果、衛星放送のデジタル化に目処が付いた。1997年（平成9年）3月14日、地上放送のデジタル化に向けた取組が正式に検討課題であることが審議され、開始時期を、衛星放送のデジタル化と同時若しくは間を置かず実施する旨、検討された。その後、地上デジタル放送懇談会が1998年（平成10年）10月、正式な答申を行うに至った。
2000年（平成12年）12月1日より、BSデジタル放送が開始され、2003年（平成15年）12月1日11時より、3大都市圏である東京・大阪および名古屋のNHK3局、民放16社から地上デジタル放送が開始された。残る43道府県でも段階的に放送が開始され、2006年（平成18年）12月1日には全ての県庁所在地および近接する市町村で放送が開始された。これらのことから、12月1日はデジタル放送の日とされた。
これに伴い空きとなるVHF1 - 12chとUHF53 - 62chの周波数帯は、FM補完放送、高度道路交通システム（ITS）、携帯電話（700MHz帯・プラチナバンド）、携帯電話向けの放送、業務用通信、公共機関向け通信などの新たな用途に使用するとされた。

## 導入への批判的見解
日本の電波監理は、総務省（旧・郵政省）の専権事項である。この計画は当初、放送事業者が強く望んだものではなく、いわば「国策」として始められた経緯を持つ。日本の地上波放送のデジタル化は1997年（平成9年）3月、当時の郵政省幹部が「地上放送のデジタル化に向けた取組み」を「政策的に公言」したことから始まった。
総務省では、デジタル化の必要性の理由の1つとして、資源でもある電波が足りなくなっており、効率的な電波の活用を目指すとして、デジタル化のために使われる40チャンネルのUHFの周波数470MHz-710MHzの帯域はアナログ放送時代の放送と同じ活用と考えれば35%節約される65%で済み、この節約分の35%もこれらの新たな通信などに使用され相対的に1.35倍の有効活用が計れると計算した。
当時、日本国外の状況から地上放送波のデジタル化については各放送業界内でも考えられてはいたが慎重なものであり、いわゆる「ワイドクリアビジョン」の整備などが進められていた。こういった状況の中、放送事業者にとっては「寝耳に水」で、その内容もまだ明瞭さを欠いていたため、当初NHK・民間放送局ともに騒然となった。様々な思惑が交錯、混乱を招いたが、間もなく「その免許はデジタル化終了まで既存のアナログテレビジョン放送を行っている放送事業者のみに与える」という決定がなされ、各放送事業者は「国策」を受け入れた。
しかしこの「既得権」と抱き合わせるかたちで従前よりある「あまねく条項」、すなわち既存のサービスエリアの視聴者にあまねく放送サービスを提供する、すなわちデジタル波についてもあまねく提供することが求められ（後にやや緩和されたが、逆にいえばこれはテレビの映らなくなる地域を容認したことでもある）各放送事業者は巨額の設備投資を求められることになる。民放労連などは、これが多くの放送局の経営を圧迫している、VHF帯が空いても用途がないと批判した。

## 移行の経緯
山村や離島など、中継局の未整備などにより受信が不可能な地域も多くあったため（ケーブルテレビで受信できる場合はあるが、携帯電話・スマートフォンなどのワンセグでは受信できない地域も多い）、停波予定日までにすべての地域で受信可能にすることを目標に各地で送信所・中継局の整備が進められ、整備が追い付かない一部の地域向けにはケーブルテレビ・通信衛星による送信やIP放送といった代替手段を利用することも検討された。
終了時期については、普及状況などによっては変更される可能性もあったが、日本経済新聞の2007年（平成19年）7月10日付朝刊は、総務省が地上アナログ放送を地域によって段階的に停止することを「地上デジタル放送推進に関する検討委員会」の答申案に盛り込むと報じた。しかし、総務省は2008年（平成20年）3月に「概ね2010年末までに従来のアナログ放送と同等のエリアを確保すること」との具体的指針を官報で告示し、関係する基本計画を変更した。
最終的に、これまで放送されていた地上アナログテレビジョン放送は、2011年（平成23年）7月24日までに放送を終了し停波することになった。停波予定とされていた「2011年7月24日まで」の根拠は、電波法が、2001年（平成13年）7月25日に改正施行された際に地上アナログ放送の周波数を使用できる期間を「施行から10年を超えない期間」と定めたことによる。なお、2008年（平成20年）10月末に放送局の無線局免許状再免許の際、アナログテレビ放送無線局免許状の有効期限は2011年（平成23年）7月24日となった。
総務省はアンテナ工事の集中や機器の品切れを防ぐために対応機器の普及率の高い（=人口の多い）地域から前倒しでアナログ放送を終了する方向に傾きつつあった。しかし、2009年（平成21年）1月7日には景況悪化を受け、前倒し方針を転換し、2011年（平成23年）7月24日以降もケーブルテレビ網を介してアナログ放送が視聴可能になる措置を取る、いわゆる「デジアナ変換」が検討された。この施策は地上アナログ停波の後の2015年（平成27年）3月31日まで続けられた。なお、日本より一足早くデジタル化されたアメリカ合衆国でも、連邦通信委員会（FCC）が3年間はアナログ変換された再送信を継続するよう指示したことで、普及度の高いケーブルテレビを通じて混乱を少なくする策が講じられていた。
アナログ終了を目前に控えた2011年3月11日、東日本大震災が発生。この影響を受けて、東日本大震災に伴う地上デジタル放送に係る電波法の特例に関する法律が成立し、被災地域の岩手県、宮城県、福島県のみ2012年（平成24年）3月31日に移行が延期されることとなった（2011年問題 (日本のテレビジョン放送)#東日本大震災による被災3県での移行延期とその問題も参照）。
2011年7月23日、電子番組表の普及に伴い、新聞及びTVガイド雑誌ラテ欄へのGコード掲載は2011年7月23日付を最後に終了した（岩手・宮城・福島3県で販売分も含む）。
2011年7月24日、NHK総合・日本テレビ・フジテレビ・テレビ東京などがアナログ放送終了記念特番を放送（フジテレビ以外の局は岩手・宮城・福島3県へは非ネット）。TBSとテレビ朝日は当該時間帯（7月24日正午近く）に放送のレギュラー生ワイド番組（TBSは『アッコにおまかせ!』、テレビ朝日は『サンデーフロントライン』）内でアナログ放送終了特集を組んだ。
総務省が定期的に発表する地デジ達成率の計算手法が、テレビ受像機の保有実態とかけ離れているため、間に合わないという予想もあったが、実際には殆ど混乱らしい混乱も見られず、アナログ停波及びデジタルへの移行は円滑に完了した。
2012年3月31日、延期されていた被災三県も地上波アナログ放送を終了し、日本の地上波テレビ放送は完全にデジタル化された。

### VHF帯の用途
地デジが暫定的に使っている53 - 62ch帯もアナログテレビ放送が終わればVHF帯と共にテレビ以外の用途へ各々転用され、（国の方針により）地上デジタルテレビチャンネルは完全移行後1年以内に13 - 52chへ集約されることが決定されていた（これに伴い、53 - 62ch帯を使用している局のある地上デジタル中継局はアナログ終了後、国費により13 - 52chのいずれかにチャンネルを変更するリパックが行われた）。
テレビ放送の完全デジタル化によって空くことになったVHF電波帯域は、災害対策の自営通信や、携帯端末向けに新たに開始されたマルチメディア放送（NOTTVやi-dio）が放送されていた。さらに2014年（平成26年）以後はワイドFM（中波ラジオ局の混信対策用補完FM中継局。アナログテレビの1chに相当する領域付近である90 - 94.9MHzのみ）などに転用された。
しかしNOTTV、i-dioは短期間で廃業したため周波数有効活用は白紙状態になっている。

## 特徴など
地上デジタルテレビジョン放送と地上アナログテレビジョン放送の違いや、追加された機能は以下の通り。一部の特徴は、規格上はBSデジタル放送と同等である。
なお、制御方式はここから閲覧可能である。

### 高精細（HDTV）
ほとんどの放送が1080i（1125i）のHDTVで行われている。MPEG-2 TS圧縮による解像度は1440×1080i（一部は1920×1080i）、平均9 - 13.5Mbps、可変最大値16.85 - 24Mbps（データ放送・音声を含む。GI=1/8、64QAM、3/4、12Segs時）のビットレートでほぼリアルタイム圧縮されている（なおBSデジタル放送は解像度は1920×1080i（一部は1440×1080i）、最大24Mbps（データ放送・音声を含む。24スロット時）のビットレート）。1920×1080i以上の解像度の映像を1440×1080iで放送する時は画像をダウンコンバートして1440×1080i、4:3の画面アスペクト比の映像データにし、画面アスペクト比の信号を16:9に指定して受信機側で16:9の画面比率にアップコンバートして再生しているため1920×1080iの場合横の画素1/4の480画素数分程度の不可逆圧縮になる。なお、HDで制作されていない番組はアップコンバートによりピラーボックス形式で放送されている。なお、従来のNTSC受像機で4:3サイズのテレビで視聴した場合（即ち、外部チューナーやケーブルテレビのセットトップボックスを外部端子に据え付ける方法）はアップコンバートでない限りはレターボックスとなる。720pでの放送はほとんど行われていない。また、MPEG4以降の規格で圧縮されていないため、MPEG2特有の性能限界によるブロックノイズの発生やデータ伝送量の限界の問題も無視できない。

### SDTV・マルチ編成
480iでの放送信号を受信した場合はテレビ受像機側の機能で自動的にピラーボックス形式に表示される。
SDTVでは（480i）×最大3番組の編成が可能。1チャンネル当たりの帯域幅には制限があるので、高精細度テレビジョン放送（HDTV）とマルチ編成はどちらか一方のみとなる。したがって、「ハイビジョン画質でマルチ編成」はできない。なお近年はNHK BS1で行われているHDTVとSDTVを合わせたマルチ編成が地上波帯でも行われており、2025年2月現在以下の放送局で実施されている。
- TOKYO MX（全時間帯）[17]
- テレビ大阪（ローカル放送の阪神戦中継の延長時）
- テレビ愛知（テレビ愛知 10チャンベースボール延長時）
- 中京テレビ（深夜帯フィラー）
- tvk（川崎競馬中継など）
- サンテレビ
- 三重テレビ
- テレビ北海道（不定期）
- 北海道文化放送（不定期）
- 日本テレビ（不定期）
- 広島ホームテレビ（不定期）
- テレビ東京（不定期）
- フジテレビ（不定期）
- CBCテレビ（不定期）
- 読売テレビ（不定期）
- 東北放送（不定期）
- 札幌テレビ（不定期）
- 静岡朝日テレビ（不定期）
- 中国放送（不定期）
- 毎日放送（不定期）
- 関西テレビ放送（不定期）
- 群馬テレビ（不定期）
- その他ケーブルテレビの独自チャンネルにて実施されている。

また、似たような放送として視聴者が同じ番組内で最大3種類の映像から選択して視聴できる「マルチビュー」放送も存在しているがこちらが本放送で使用された例は2020年時点でNHK総合テレビで放送したドラマ『マルチチャンネルドラマ 朝ドラ殺人事件』（2012年3月28・29日放送）とテレビ東京で放送されたドラマ『添い寝くん2.5≦3.0』（2020年3月9日～3月11日放送）の2番組である。
2021年10月現在、定期的に運用されている放送局はNHK Eテレ、TOKYO MX、三重テレビ、サンテレビ、チバテレビの5局である（放送大学は2018年10月をもって廃局、テレビ北海道では2021年10月よりマルチ編成を実施していた番組をメインチャンネルにて放送）。このうち放送大学を除く全てが同時2番組の運用となっている。民間放送でのマルチ編成が少ないのは、編成上ハイビジョン画質CMの放送が困難になることや、特にマルチビュー放送の場合、1本の番組の為に（制作方法や番組中のマルチビュー実施時間にもよるが）一般的に通常より多めのコストを掛けなければならなくなる事が一因である。
また特別番組や臨時編成がある際は他の放送局（NHK総合・民放共）も行う場合がある。NHK総合は2011年現在、NHKプロ野球などスポーツ中継を中心にマルチ編成を全国・ローカルとも実施している（『NHKニュース7』を挟む場合や試合延長時など）ほか、日曜日 4:10 - 4:13にも動作試験をかねてマルチ編成を行なっている（番組内容はどちらも同じ）。2011年にはコパ・アメリカの生中継が延長になった際にマルチ編成が実施されたほか、台風の臨時ニュースにより大相撲秋場所の中継が「Eテレの」マルチ編成に急遽移されたこともある。
民放キー局（および同時ネットした一部系列局）の例では2011年3月6日、日本テレビがアイドルグループ・AKB48の主演ドラマ『桜からの手紙 〜AKB48 それぞれの卒業物語〜』のスピンオフ番組にて初となるマルチ編成を行った。サブ1chでは大島優子を、サブ2chでは板野友美をメインにした番組がそれぞれ放送された。この番組の冒頭ではチャンネルの切り替え方法の説明が流れた。またマルチ編成の行われないワンセグとアナログ放送では、サブ1chと同じ番組が放送された。
デジタル放送開始当初は編成に意欲的な局が複数存在していた。毎日放送は通販番組『板東英二の欲バリ広場』において、NHK静岡のデジタル総合テレビは2006年4月2日から2007年3月9日まで『ゆうどきネットワーク』と『ゆうどきネットワーク東海・北陸』において、テレビ愛知は2007年3月まで深夜の音楽番組『a-ha-N varie』と『a-ha-N suprême』においてそれぞれマルチ編成を行っていた。ほか通販番組など中心に行なっていた局が複数あるものの、現在すべて終了している。
ワンセグ放送でも、マルチ編成は一部の局で開始された（詳細はワンセグを参照）。但しワンセグ放送開始当初にマルチ編成は想定されておらず、いわば後付け的に登場した機能であるため、任天堂のDSテレビなど、一部機種では対応せずにメインチャンネルしか受信できない事がある。2011年秋の時点ではTOKYO MX（地上デジタルと同じ編成）と、奈良テレビ（ワンセグのみの独自番組）の2局が存在し（ワンセグ2サービス）、特に奈良テレビではフルセグとのサイマル編成をサブチャンネルで放送していたが、前述のような事情から2013年春よりメインチャンネルに移動して実施されるようになっている（ワンセグ独自放送はサブチャンネルで実施）。

### 高音質・多機能音声
デジタル放送のため、十分な利得の余裕をもって受信できれば電波障害による音質劣化がほとんど生じない。またキー局などからのネット番組でも光ファイバーのデジタル中継回線を使用して送られているため、音質劣化がほとんどない。音声はMPEG-2 AACで圧縮されている。アナログ放送では1.0chモノラルでの二か国語放送か2.0chステレオの一方でしか放送が不可能だったが、2.0chステレオによる二か国語放送や5.1chサラウンドでの放送も可能になった。問題点としては、ほかのサラウンド音源の拡張子(AC3などのドルビー系の規格)をそのまま伝送することができない。

### CMの音量平均化
デジタルテレビ放送はダイナミックレンジが広く高品質な伝送が可能であり、CM放送時の音量が前後の番組より大きくなる場合があるとされるが、日本民間放送連盟は2012年10月1日から番組とCMの全体の音量を平均値として一致させる基準を採用する。CMと番組それぞれの音の大きさとして感じるラウドネスの数値をラウドネスメーターで測定し平均値を揃える。

### 電子番組表、番組情報
電子番組ガイド（EPG）により受信機で番組表や番組情報を閲覧できる。地上アナログ放送用にDVDレコーダーなどで利用されているGガイドやADAMSによる番組表よりも更新頻度が多く、留守録の時も録画機器が対応していれば番組放送時間の延長やズレにも正しい追随が可能となっている。

### データ放送
テレビ番組と同時にデータ放送の閲覧が可能である。BMLという規格を用いて制作されている。基本的にはニュースや天気予報が表示でき、受信機に設定した地域の情報が配信される。また、一部では番組の解説や紹介された店舗などの情報を連動データ放送として番組放送中に提供している（Category:データ放送連動番組も参照）。局によっては受信機をインターネットに接続して受けるサービスもある。
データ放送のフォーマットはフルセグ・ワンセグともにキー局が製作し、各地方局でローカル情報を追加するのが基本であるが、テレビ宮崎は3系列のクロスネット局という事情から独自のフォーマットのものを制作している。独立局では各局が個別にフォーマットから制作している。ただし、日本テレビ系列での日本テレビと系列地方局のように同じ系列でもフォーマットが違う場合がある。
またデータ放送を利用してテレビやBD.DVDレコーダーなどの機能を向上したり、不具合を修正したりするファームウェアを配信することが可能である（エンジニアリングサービス）。電波が受信できる状態であれば、視聴者は特に意識することなくファームウェアが最新の状態に更新される。

### 双方向サービス
青・赤・緑・黄の4色ボタンを利用して視聴者参加型クイズやアンケート、投票を行うことができる（ワンセグも含む）。ただし「双方向番組」といっても受信機から局に向けて電波を飛ばすことはできないので、インターネット接続することで実現される。
当初はチューナーに電話回線接続ジャックがありそれで通信を行っていたが、近年はインターネットでの通信が主流であるため電話回線接続ジャックはLANジャックに置き換えられている。クイズに正解するなど条件をクリアすると、キーワードやQRコードが表示され、それで応募させる番組もある。
しかし多大なコストが掛かることや2011年7月24日までに予定されている地上アナログ放送の停波実施までの期間は地上アナログ放送とサイマル放送をする都合上、通常編成で導入している番組はワンセグ以外ではNHK総合テレビの『あさイチ』（火曜日のみ。ただし、祝日は番組自体休止となる）と日本テレビ系の『秘密のケンミンSHOW』（読売テレビ制作）、独立局であるテレビ神奈川（tvk）の『SOLiVE モーニング』（ウェザーニューズ制作）と『NEWS 930』・『NEWS FRIDAY』しかない。以前放送されていた番組では、テレビ朝日系の『奇跡の扉 TVのチカラ』が双方向機能を利用して捜査依頼や目撃情報を受け付けていた。また日本テレビ系の『サプライズ』でも出演者のイメージアンケートを行い、それを基にクイズが出されていた。特別番組ではNHKの『紅白歌合戦』『歴史の選択』『天下統一』、TBS系の『オールスター感謝祭』、テレビ朝日系の『テスト・ザ・ネイション』などで双方向番組が行われている。

### ゴーストのない映像およびノイズ
アナログ波より電波障害には全般に強く、アナログ放送で電界強度が十分でありながら画質が劣化してしまう条件であってもデジタル放送では障害物の影響を排除してゴーストのない鮮明な画像が受信できる。ある程度の受信レベルさえ確保できれば難視聴地域の減少も可能となり、中継局の合理化にもつながる。従来のアナログ放送の場合、電波が微弱であってでも不鮮明な映像や音声で限定的に受信することができたがデジタル放送の場合は全く受信できず画面にはエラーメッセージが表示されるか鮮明に受信できるかのどちらかになる場合が多い。中間状態においてはベリノイズやコマ飛びなどを伴う場合がある。しかしブロックノイズ、モスキートノイズなどのデジタル非可逆圧縮映像特有のノイズが存在する。また、BSデジタル放送よりも実効ビットレートが低いためにこれらがより多い。
CNR（搬送波雑音比）と呼ばれる搬送波とノイズの比が小さい場合、信号強度はあっても受信できない場合がある。直接波以外の反射波を受信してしまった場合、信号強度が高いのに受信できないという事態が発生する。なお市販されているテレビなどの民生向け受信装置のアンテナレベルは信号の強度ではなく、CNRを表示している場合もある。
この他、デジタル放送では同じ物理チャンネルの複数の電波が混信すると受信障害を発生する。
デジタル放送では誤り訂正技術が使われているため、雑音（ノイズ）や多重波伝播（マルチパス）により発生した符号誤りにはある程度の耐性があるものの、テレビの機種によって、また符号誤りの原因がノイズかマルチパスかによって視聴可能となるCNRの閾値 (所要C/N) が異なる。

### リモコンキー番号とチャンネル番号
日本の地上デジタルテレビジョン放送では放送波の中にSI情報を含めて送信しており、郵便番号などで地域設定をした受信機でその情報を受けることで受信した放送をリモコン上の特定の番号に割り当てることができる。この番号は、その放送が受信可能とされる対象エリア内で放送局毎に1 - 12のいずれかがリモコンキーIDとして割り当てられている。割り当ての設定自体はほとんど自動で行なわれ、一般的に地上アナログ放送の場合より容易である。リモコンキーIDとは別に3桁の論理チャンネル番号もあり（物理チャンネルなど、ISDB-Tも参照のこと）、上2桁が「事業者と放送タイプ」、下1桁が「サービス番号」を表す。上2桁は放送タイプ（フルセグ・データ・ワンセグ）ごとに異なり、それぞれリモコンキーIDと1対1で対応する。リモコンキーIDと論理チャンネル番号の対応は次のようになる（括弧内は未使用）。
| ID       | 1     | 2     | 3     | 4     | 5     | 6     | 7     | 8     | 9     | 10    | 11    | 12    |
| -------- | ----- | ----- | ----- | ----- | ----- | ----- | ----- | ----- | ----- | ----- | ----- | ----- |
| フルセグ | 01x   | 02x   | 03x   | 04x   | 05x   | 06x   | 07x   | 08x   | 09x   | 10x   | 11x   | 12x   |
| データ1  | 21x   | (22x) | 23x   | 24x   | 25x   | 26x   | (27x) | 28x   | (29x) | (30x) | (31x) | (32x) |
| データ2  | (41x) | (42x) | (43x) | (44x) | (45x) | (46x) | (47x) | (48x) | (49x) | (50x) | (51x) | (52x) |
| ワンセグ | 61x   | 62x   | 63x   | 64x   | 65x   | 66x   | 67x   | 68x   | 69x   | 70x   | 71x   | 72x   |

下1桁「x」は、フルセグ及びワンセグの場合、「1」がメインチャンネル、「2」「3」がサブチャンネル、「4」から「8」が臨時チャンネルに割り当てられる（「0」および「9」は使用不可）。データについても、理論上は同様に下1桁「1」から「8」の全てが使用可能であるが、実際に「データ1（21x - 32x）」を使用しているのはGガイドホスト局のみであり、Gガイドチャンネルの下1桁は必ず「8」となる。また、2025年3月現在「データ2（41x - 52x）」を使用する事業者は存在しない。

### 同一周波数中継（SFN）
親局と中継局（または基幹中継局と補助中継局）が同じ周波数で放送することが可能である。これにより電波の利用効率を大幅に高めることができるほか、外出先でワンセグ放送を受信する際に（受信端末の選局ボタンなどに登録している放送局の周波数と、外出先の地域における周波数が同じ場合には）設定をし直さなくて済むメリットがある。特に近畿地方で多く見られるが一部では混信による受信障害も発生しており、一例として生駒送信所と同一周波数で放送を行なっていた奈良県の大規模中継局である栃原中継局（近畿圏広域民放4局とNHK大阪Eテレ）の周波数が兵庫県の摩耶山送信所と同一周波数であったNHK奈良総合テレビと奈良テレビ放送を含めて全局が2012年1月末をもって変更される事例も発生している。

### 遅延問題
地上デジタルTV放送では、従来の地上アナログTV放送ではなかった圧縮とその展開による映像・音声の遅延が発生する。つまり放送局側で放送番組の映像音声情報をデジタルテレビジョン形式の信号に変換するエンコード・多重化処理、各家庭などのデジタルテレビチューナーで受信した電波をテレビで表示できるようにするデコード処理を行なう必要があり実際の生放送でのタイミングより1 - 数秒程度(通常はほぼ2秒)のタイムラグ（時間のずれ）が発生する。ここから、時報や緊急地震速報について問題が生ずる。また、録画機器においては冒頭に番組開始前の部分が挿入され、末尾の数秒が録画されないものがある（機器によっては、前後を長めに録画する機能がある機種もある）。番組内容では大晦日に民放で行われていた年越し番組のカウントダウン企画を廃止し、録画番組で年を越す放送局も現れている。

#### 時報の扱い
受信時のデコード（暗号化されたデータの復号及び圧縮されたデータの伸長）処理によるタイムラグの程度はチューナーの処理能力に依存する。このため放送局の時計が画面に表示されるまで数秒の遅れが生じるので、正時の時報が廃止され（多くの民放ではこれ以前から「跨ぎ」で正時スタートの番組が減少している）、時刻表示では時刻切り替わりの際にエフェクトを加えるなどしてタイムラグによる見かけの影響を最小限にとどめている。特にワンセグ放送はH.264の演算量が多いことに加え携帯機器での使用が多くデコーダーの性能を確保しにくいことから、タイムラグが長くなる。地上波とBSの同時放送では地域にもよるが、BSデジタル放送よりも更に若干のタイムラグが発生する。また同じ理由から、チャンネル切り替え時にも地上波アナログのように瞬時に他局に切り替えることはできず、数秒にも及ぶタイムラグが生じる。
番組によっては、データ放送による出力で画面上に時計を表示している（同様に気象情報なども表示する番組もある）。これは後述の機器で取得した時刻情報をそのまま表示しており、録画した際には表示されない。
デジタルチューナーや携帯、スマートフォンの性能向上によりタイムラグをゼロに近づけることは可能ではあるが、原理的に処理時間がゼロになることがない以上、タイムラグは絶対にゼロにはならない。

#### 緊急地震速報の遅れ
緊急地震速報の場合、アナログテレビ放送に比べて約2秒遅れることが明らかになっている。2008年6月14日に発生した岩手・宮城内陸地震でこの問題が明るみに出た。この遅延問題の解消を目指して総務省、放送局および電機メーカーは圧縮を施さず速報を送信するように2008年9月から見直しを検討する。緊急地震速報はデータ量が少なく、映像や音声が乱れる悪影響はないと見込んでいる。
NHKの東京・大阪・名古屋・福岡など拠点局全局と一部地方放送局をあわせた27局および東京の民間放送キー局は、2010年8月23日からアナログテレビ放送での地図付きスーパーの表示に先立つタイミングで”文字スーパー”機能による「緊急地震速報」の文字スーパーとデータ放送によるチャイム音を同時に送出する機能が加えられた緊急地震速報の運用を開始する。NHKでは2010年10月末までに全国で実施するようになった（但し、未整備だった地域でもローカル放送のみ流れない程度で東京および地域拠点局から送出される情報は受信可能であった）。民間放送も順次採用する。

### 時刻情報
各放送局は「TOT」（Time Offset Table）と呼ばれる時刻情報を、映像や音声とは別のエンコード方法で自局の映像信号に圧縮なしに多重送出することを義務付けられている。これを使って地上デジタル受信機は特に遅延のない電波時計を内蔵しているかのように動作し、電子番組表のデータと連動して視聴予約・録画予約機能、番組名表示機能、テレビ受像機や地上デジタル放送用チューナーにおける時刻表示機能に生かされる。ただし、標準的な受信機において日本標準時と比べて±500ミリ秒の誤差が許容されている。

### サイマル放送の制限
地上デジタルテレビジョン放送局の免許は「地上デジタルテレビジョン放送局の免許方針」に沿って割り当てられる。同方針に規定する免許の基本的要件としてアナログ放送との間にサイマル放送に関する制限が設けられており、「自ら行う地上アナログテレビジョン放送の大部分の放送番組を含めて放送するものであること」が求められている。具体的には、「自ら行うアナログテレビジョン放送（補完放送を除く）と同一の放送番組の放送（略）については1日の放送時間中、3分の2以上の時間で放送が実施されるもの」でなければならないとしている。

### B-CAS・ACASによる機器認証

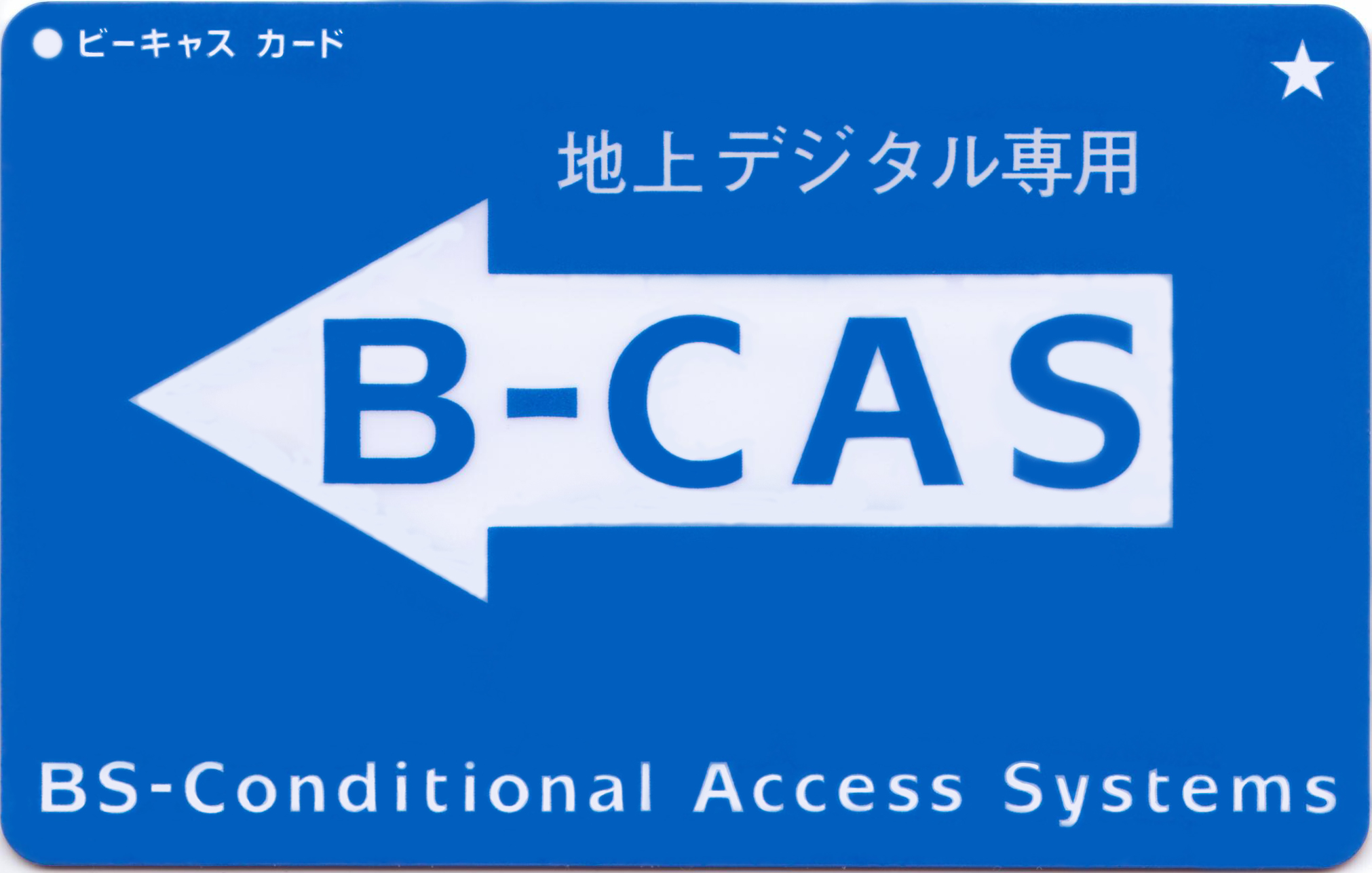
地上デジタル専用B-CASカード

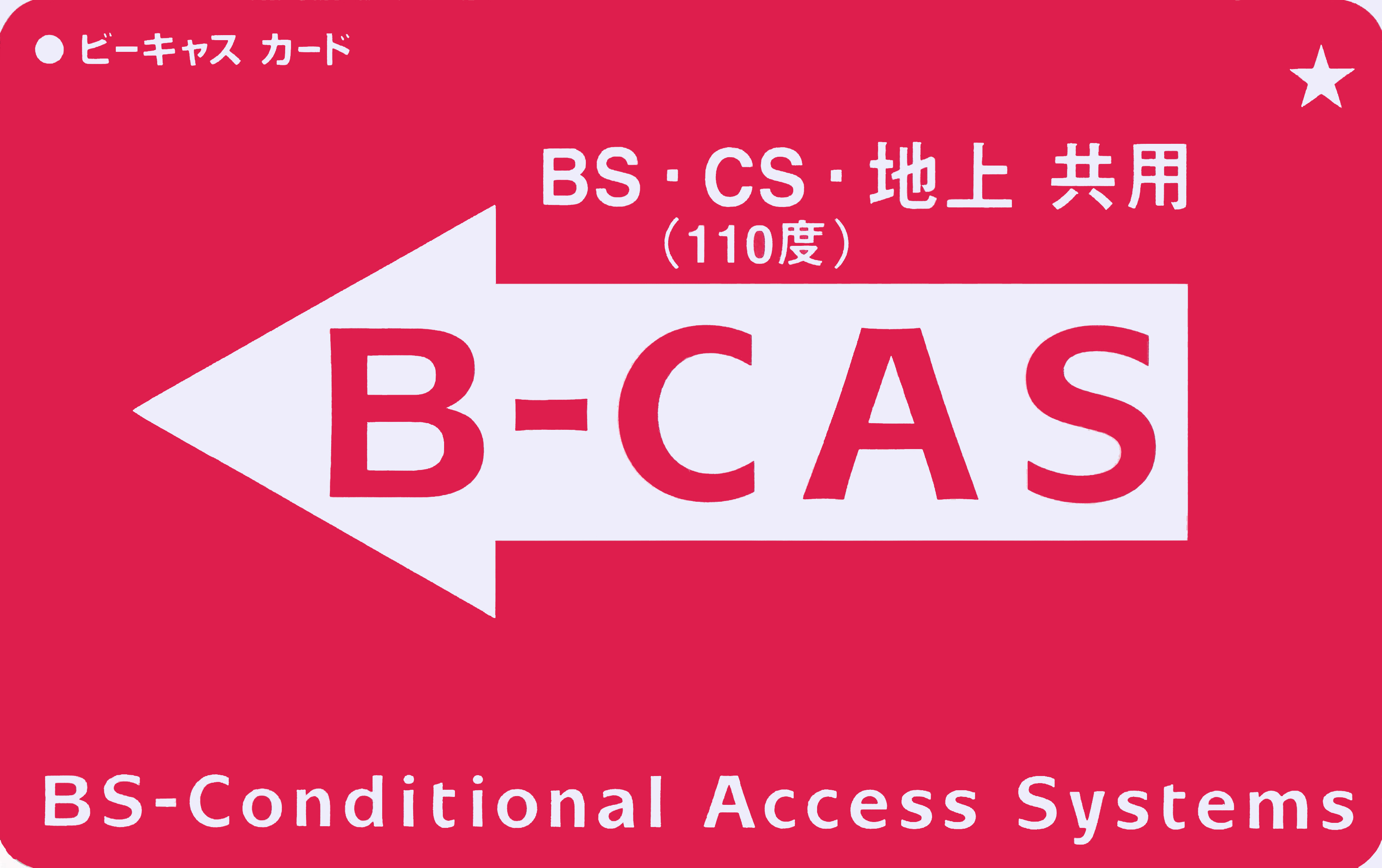
BS 110度CS 地上デジタル共用B-CASカード

日本では、主に画像のコピー制御の基準に対する機器認証システムとしてB-CAS及びACASを利用している。様々な基準を満たしたデジタル放送対応の各種機器には「B-CASカード」というICカードが同梱され、使用開始の際にこれを機器に挿入する。これは容易に取外しが可能で同梱されていた機器以外でも使用することができ、機器認証としてはセキュリティ強度の弱いシステムでありフリーオのような機器によって破られた。これは元々B-CASカードが限定受信システム（CAS）として開発され、それを機器認証システムに流用したためである。このシステム上で放送されているコンテンツ（番組など）は暗号化された状態で視聴機器に届いているので、地上デジタル放送では災害情報番組など一部を除き対応機器にB-CASカードを挿入することが必須になり挿入しないと視聴などが不可能になった。
2008年秋ごろを目途にB-CASカードが担っている機器認証機能をテレビ本体のファームウェアに組み込み、視聴するだけならB-CASカードは不要になる予定と2007年に一部で報道された。そうなった場合、未だ抵抗感の根強いユーザー登録制度が不要となる見込みである。これにより、放送局が負担している ICカード発行配布などに関わるコストが低減される。また、取外しが困難になるので機器認証としてのセキュリティ強度も向上する。2007年8月31日、インテルはハードによらないソフトCAS方式の導入を目指す事を表明した。実際にB-CASシステムがACASによる内付け式になったのは2018年のBS4K放送が開始してから発売されたチューナー内蔵型の4Kテレビである。
地上デジタル放送ではB-CASのユーザー登録をしなくても、BSデジタル放送の様にNHK視聴中のテレビ画面左下には「ユーザー登録のお知らせ」は表示されない。
B-CASカード廃止の提案策には著作権を保護するためコピー禁止（ネバーコピー）も考案されていて、その場合以前にあった「コピー・ワンス」よりも権利が強く保護されることになる。ネバーコピーは録画を一切禁止するものである。また、B-CASカードは縦55mmx横85mmと一般的なカードサイズである。そのため据え置き型のテレビでは問題にならないものの、パソコン用の周辺機器には大きさの制約から小型化が難しい。そのため大きさを優先するとカード不要のワンセグ放送専用にせざるを得ないため、改善を求める声が上がっていた。こうした要望に応え、2009年11月よりminiB-CASカード（地上デジタル専用）の運用が始まったほか、2012年7月からはB-CASカードを使用しないソフトウェア制御によるCASが段階的に導入される予定（詳細は地上放送RMP管理センターを参照）。
なおB-CASは有料であり、その運用についてはさまざまな問題があげられている（詳細は「B-CAS」を参照）。

### コピー制御
日本のデジタル放送では2007年現在、一部の番組を除き著作権に配慮した業界内（放送・機器製造メーカーなど）で合意された自主規制ルールに基いたコピー制御信号が付加されており視聴者が放送番組を機器で録画する際には幾つかの制限を受ける。放送開始当初は暗号化およびコピー制御は行われていなかったが2004年4月5日に運用が開始され、ほとんどの番組は「コピー・ワンス（1回だけ録画可能）」となった。
前述のコピー制御の仕組みには著作権保護技術（詳細は「コピーガード」を参照）としてCGMSが使用されている。これにより、デジタル放送の番組をデジタル信号のままで録画・複製（視聴者が番組を録画することは放送番組の1度目の複製という解釈になる）や移動を行う場合に対して許可や禁止の制御を行っている。CGMSの録画・複製についての具体的な制御の種類は「コピーフリー（録画自由）」、「コピー・ワンス」、「ネバーコピー（録画禁止）」があるが「ネバーコピー」については2007年現在、採用されている番組の例は確認されていない（例外として、TOKYO MXのOP・EDがネバーコピー形式で放送されている。局名告知としての放送ではネバーコピーではない）。またコピー・ワンス制御信号が含まれた番組はCPRM技術に対応したデジタル録画器や記録メディアで記録・保存（録画）・移動が可能になっており、CPRMに非対応のデジタル録画機器では録画・複製・移動がすべて不可能かすべて可能になる。
デジタル放送の録画にアナログ信号による録画機器を使用し受信機・受信回路からアナログ信号として出力した場合、放送信号に含まれるコピー制御信号はCGMS-A信号として出力されるがアナログ録画器機側の動作上ではコピー・ワンス信号による制限は受けない。なお、この使用例ではデジタル放送受信チューナーを搭載した録画機で意図的にアナログ信号に変換後に記録保存するものは存在しないので実質的には受信器機と録画器を接続コードでつないだ場合に限られる。
ただしCGMS-A信号を無効化してしまう一部の特殊な機器・機種を除き、通常はCGMSの制御情報は有効になったまま伝送・記録される。したがっていったんアナログ録画をした番組を再度デジタル録画機器に取り込んで録画した場合、最初からデジタル録画した場合と同様にCGMSの制御による番組の複製・録画や移動に対しての制限を受ける。
現状では、コピー自体の完全な制御には至っていない（コピーをアップロードしたとしてファイル共有ソフトで逮捕者が何人か出ていることでその存在は公式に確認できるが、こうした逮捕に至るケースは氷山の一角にすぎないともいわれている）。一方、一般的利用者が不便を強いられてフリーオなどの機器でコピー制御を回避できた者だけが脱法的に利便性を享受できるという構図になってしまっている。またコピーを完全に防ぐことは事実上不可能だという現実を踏まえ、テレビ各局では著作権主張のためチャンネルロゴ表示が採用されている。
（録画機器側でのコピー制御の仕組みの詳細については、DVDレコーダーなどの当該録画機器の関連記述や「コピーガード」の記事なども参照）

#### ダビング10
このコピー制限についてはアナログ放送と同様の利便性をデジタル放送にも求めるユーザーからの不満の声が強かった（「B-CASの関連章」なども参照）ため、1回しか録画できない「コピー・ワンス」をコピー9回さらにムーブ1回の合計10回まで可能とする回数緩和策（「ダビング10」）の実施を2007年7月に総務省が要請。これを受けて電子情報技術産業協会は2007年12月20日、「ダビング10」に基づく放送の運用開始を2008年6月2日4時と発表した。その後、私的録音録画補償金制度問題を巡って、電機メーカーと著作権団体が対立したことから、一旦は無期限延期となったが、改めて2008年7月4日4時から運用が開始された。
消費者団体や家電メーカは緩和を、一方著作権団体や放送局は3回程度までの制御規制を求めていた。この9回+1回という制限条件は、家族3人がDVDレコーダー、携帯電話、音楽プレーヤーなどの3通りの機器にダビングやコピーを行う利用条件を必要十分に満たす程度のものとして考案されたものである。ただし、この規制緩和採用後も海賊版や不正コピーが増えた場合は、更に制御のルールを見直すとしている。また衛星放送の有料デジタル放送については著作権に配慮し、既存のコピー・ワンスが引き続き継続される。しかし、孫コピーは従来通り不可能なままである。例えばHDDレコーダーから記録型DVDなどにコピーした後に、レコーダー側の記録が失われる（HDDから削除したりレコーダーが故障したりした場合）とDVDからのバックアップを取れないので、DVDが破損した段階で記録が失われるという問題が発生する。

### 字幕放送
地上デジタル放送では、文字多重放送の1つとして行われている字幕放送が引き続き行われている。この機能の受信機器への搭載率は地上アナログ放送よりも格段に高い。日本語と英語など多カ国語での放送も可能であるが番組制作費の問題などもあり、実施されている番組は皆無である。字幕はISDBの場合四色しか使われないことが多い。一色目は黄色、二色目は水色、三色目は緑色となり、四色目以降が必要になった場合はすべて白色になる傾向にある。

### 字幕スーパー機能
映像信号とは別にニュース速報などの字幕スーパーの信号を放送にのせ、映像と合成して視聴者に見せることができる。受信機によってはこれは録画されない。地上デジタル放送開始当初はテレビ東京で使用が確認された。この機能はB-CAS及びACASのID番号によって表示の有無を制御できる。

### 緊急警報放送
緊急警報放送が地上アナログ放送に引き続き行われている（一部の受像機は対応していない）。

### イベントリレー
スポーツ生中継など、放送時間延長が考えられる番組などの長時間番組を別のチャンネルで行う（リレー放送）場合、それを案内し自動的にチャンネルを切換えてくれる機能。録画機によっては自動的にそれに従った追従録画が行われ、視聴者側での操作が要らない。有名な実施例としてNHKの高校野球の中継（総合テレビとEテレ（教育テレビ）の切換）が挙げられる。

## 受信方法
視聴者は地上デジタル放送に対応したUHFアンテナ、および地デジ対応テレビ受像機、あるいは地デジチューナーを購入することで視聴することができる。地域によっては再送信サービスを行うケーブルテレビ（ケーブルテレビでの受信参照）やFTTH（光回線、例：NTTの「フレッツ・テレビ」）などを通じての視聴も可能である。
なお、特定の難視聴地域では申込制で暫定的にBSデジタル放送で再送信される親局（キー局）番組の受信（一部地域での受信方法および日本における衛星放送#地デジ難視対策衛星放送を参照）が行われたが、2015年3月に終了した。
ワンセグは専用のチューナーを搭載した機器（車載・携帯用の各種単体受信機や受信機能内蔵携帯電話など）が必要となる。

### 対応機器
地上デジタル放送対応のテレビ受像機、ハードディスクレコーダー、単体チューナーあるいはケーブルテレビセットトップボックスが必要となる。パソコン（PC）・携帯電話による受信も可能である（詳細は後述）。PC用地上デジタルチューナーが2008年5月に発売されている。
地上デジタル放送はUHF帯の周波数470MHzから770MHz間の帯域で無線放送されるが、対応機器の仕様はこの帯域にしか対応していないものと、より広帯域の90MHzから770MHzまで対応とするものがある。後者はケーブルテレビでのUHF帯域外周波数変換パススルー方式でも視聴可能である（「ケーブルテレビでの受信」を参照）。機器の仕様に受信可能範囲が「UHF13-62」と記載されている場合は前者である。「CATVパススルー対応」と記載されている場合は後者である。

#### テレビ受像機
初の地上デジタル放送対応テレビ受像機は2003年6月に発売された。導入初期は23型 / 20型以上のものが大半で、それ以下の小型モデルのラインアップが少なかった事も普及の妨げになっていると言われていたが、2006年中盤から選択肢が増大した。また、初期はブラウン管テレビも多くラインアップされていたが、2006年頃からは薄型テレビに集約されている。
ハイビジョン画質で視聴できるかどうかは受像機の性能によるが、地上波デジタル放送の場合は厳密なフルHDを放送しているわけではないケースが大半(1440*1080)。2009年3月現在、車載用・ワンセグ端末・携帯電話・スマートフォンを除いた業界最小のデジタルテレビであるパナソニックのDMP-BV100は画素数が1024×600なのでハイビジョン画質ではない。一方で2013年以降フルセグ・ワンセグ両対応のスマートフォンも発売され、多くが地デジの画素数を超える1920×1080のフルハイビジョン画質となっている。
また既存のアナログ放送用の受像機にデジタルチューナーをつないで視聴する場合は受像機がハイビジョン画質を再現できる能力を持つ事の他に受像機とチューナーのHDMIケーブルやD端子ケーブル、コンポーネント・ケーブル接続などハイビジョン画質を伝えられる接続方法を採らないとハイビジョン画質にはならない。古いものの一部にはソニーの2004年前後の地上デジタル対応テレビなどのようにコストダウンのため解像度を525p、525iに落としているチューナーを内蔵する受像機も存在する。
いわゆる激安薄型テレビの中にはBS・110度CSデジタルチューナーを搭載せず、地上デジタル・アナログチューナーのみ、または地上デジタルのみを備えているものが多い。また、こういったモデルはデータ放送と双方向機能を持たない場合がある。有名家電メーカーに限れば2007年にパナソニックが一部の小型テレビにおいてアナログ非搭載の機種が登場した、2011年春時点ではアナログ非搭載のテレビは大手メーカーかつ20型以上に限れば一部の機種に限られていた。
モニター・テレビやプログレッシブ・テレビなどと呼ぶ一部のハイビジョン・テレビは地上デジタル対応しておらず高品質画面を目的としたものもある。この種のテレビは別途、地上デジタル放送に対応した単体チューナーなどの機器を接続して視聴することになる。
また地デジ完全移行となる2011年7月以前に発売されていた地デジ対応テレビには従来のアナログチューナーが内蔵されていたが、完全移行以後の発売モデルのテレビにはアナログチューナーが廃止（リモコンの「地デジ⇔アナログ」切替ボタン等）されている。これらのテレビではRF接続は使用できない。

#### BD/DVDレコーダー
多くの場合、BS・110度CSなど衛星放送の受信やDVD・HDDへの録画、#双方向サービスの利用も行え機能は豊富で録画が行える。従来型ではDVDへ録画・移動した場合は標準画質となるが、2007年にDVDにもハイビジョンで保存できる機器が登場した。ハイビジョン画質で録画・移動が可能なBlu-ray Discを記録メディアとして使用できるBDレコーダーが2008年から本格的に普及し始めた。この他HD DVDレコーダーも存在したがHD DVD陣営の中心であった東芝が2008年2月に全面的な撤退を発表したため、BD規格との争いは程なくして終焉した。なお、DVD/BDへのデジタル放送の映像の録画はCPRMによるデータ暗号化が必須であり、DVDで録画する際に必要なディスクの種類・質をより複雑な規格にする事態になった。
またこの種の録画機は従来からのテープ方式録画機同様、映像出力として「コンポジット映像出力端子」、「S映像出力端子」、D3/D4などの「コンポーネント映像出力端子」を基本として持つが、2007年頃から「HDMI出力端子」がほぼ標準搭載されて次第にデジタルテレビとの接続の基本形となったことから、現在ではHDMIおよびコンポジット映像出力端子のみ、の構成のモデルが殆どとなっている。
チューナー代わりに使用する場合は、起動に時間が掛かる機種が多いことや4:3テレビへの対応（パンスキャン、サイドカット機能）が十分考慮されていない機種があることが難点である。

#### 単体チューナー
「チューナー」とは、放送を選局する機器またはその機能を言う。「単体チューナー」は録画機能・画像表示機能が無い機器。
出力として「コンポジット映像信号出力端子」を基本として持つが、更に多くの出力方式を備えている。これらはS映像出力端子、D3/D4などD端子コネクタ、コンポーネント映像信号の出力端子（緑、青、赤の3色、市販品でこの端子を持つ機種は少ない）、HDMIコネクタと呼ばれる。多くの機種はD1/D2/D3/D4までの出力機能を持ち基本的にD3端子を備え、一段優れるD4端子のものもあり固定と選択切り変えが行える。HDMI端子を備える機種は少ない（2008年1月現在）。
地デジ放送開始初期にはBSデジタル・CS110度と地デジの受信機能を持った単体チューナが数万円で発売されていたが2009年以降、いわゆる激安チューナー（後述の#簡易地デジチューナー）が発売され5000円以下で買える物も登場した。この商品は家電量販店やホームセンター、大型スーパーの家電売り場、パソコン販売店などで購入可能である。
シャープでは、地上デジタルチューナーを内蔵しない同社製BSデジタル・CS110度チューナー内蔵テレビ用に、専用の地上デジタルユニットが発売された。出力は一般的なチューナーと異なりi.LINKのみであるが、これにより映像・音声・制御を一本のケーブルで賄うことができ（電源は本体から供給）、地上デジタルチューナー内蔵テレビと同じ感覚で使用できるのが強みであった。
2010年7月現在、市販されているワンセグ対応や車載用以外の地デジ単体チューナーの多くは従来のアナログテレビ同等画質の信号出力（コンポジット映像信号と左右音声のRCA端子）に留まる。機種によってはハイビジョン映像信号で出力できるD3端子も持つものもある。ほとんどすべての地デジ単体チューナーはデータ放送や双方向機能には対応していない。
アナログ受像機の製造打ち切りや、アナログ放送の終了に伴って下記の簡易型を含めて市場規模は次第に縮小し、撤退するメーカーも相次いでいる。

##### 簡易地デジチューナー

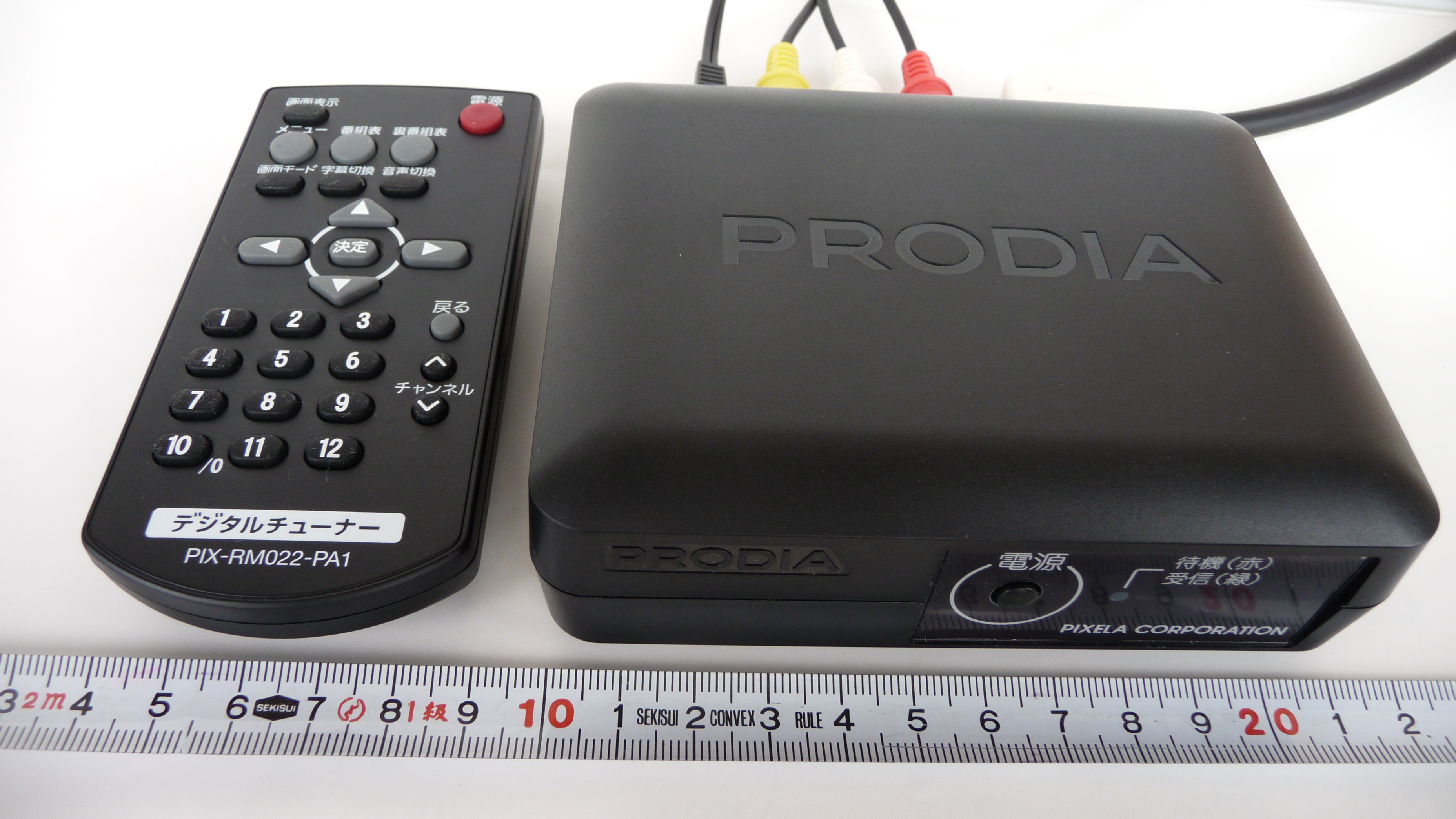
ピクセラ製の簡易地上デジタルチューナー。コンポジット映像信号（黄色）とステレオ音声信号（右・赤色、左・白色）のRCAケーブルが接続されている。

総務大臣の諮問機関である情報通信審議会で2007年8月2日に出された第4次中間答申の中の「受信側の課題」の1つ、「超低価格チューナーの不在」という問題がある。この答申の中で具体的な提言として「2年以内に5,000円以下の簡易な地デジチューナーなどが……望まれる」としている。この提言を聞いたメーカー側は大反発した。2007年当時、5,000円以下ではほぼ作れないとされていたからである。
2007年12月25日、総務省とデジタル放送推進協会は「簡易地デジチューナー」製品の仕様のガイドラインを公表した。このガイドラインを基に、価格は5,000円以下を想定し2009年度中に発売するように家電メーカーに呼びかけた。仕様ではハイビジョン映像やデータ放送は受信できず、画質は現行のアナログテレビと同等の標準画質となり、1台のアナログTVに1台の地デジチューナーが必要となる（要は、従来のアナログ受像機でとりあえず地デジ放送を受信できるようにする目的）。また、2011年7月の地デジへの完全移行後も最大1,400万台のアナログTVが残ると予測され、安価な地デジ簡易チューナーを発売して大量のアナログTVの廃棄を避けることも考えている。
主に1980年代以前に製造されたテレビ受像機（リモコンの無い回転ダイヤル式や機械的にチャンネルを記憶するプリセット型ボタンを持ったもの）は、アナログ（VHF・UHF）アンテナ入力のみでRCA端子入力非搭載の機種が多い。また単体デジタルチューナーは従来のビデオデッキと異なり一部の機種を除きアンテナ切替スイッチやRFアダプター端子が無いので、これらの機種と接続する場合は従来のビデオデッキと併用するか別途RFモジュレータなどが必要。
ゲーム機でも地デジのみを視聴できるチューナーの構想が検討された結果、PS3版Torneの専用地デジチューナーで実現している。Torneのチューナーセットの発売当初の価格は約10455円であった。
仕様の比較対象の1つとして米国のCECB（英文版）がある。
- 超低価格チューナーの概算コスト（2007年末での価格、日経エレクトロニクス誌作成）
  - MPEG-2/AACデコーダー・チップ：千数百円
  - RFチューナー+OFDM復号チップ：1,000円以上
  - MPEG-2、AAC、MULTI2、ARIB標準規格、などの特許使用料：700-800円
  - 32Mbitフラッシュメモリ：約200円
  - 256MbitDDRメモリ：500円弱
  - B-CASカードの取り扱い手数料：100円
  - その他
    - 電源、筐体、プリント基板、リモコン、抵抗器、コンデンサ、配線材、スイッチ、コネクタ、梱包材、マニュアル類

上記の部品などの原価だけでも2007年当時で4,000円以上になる。これにメーカーの製造経費と利益、販売店利益、配送コスト、アフターサポート経費、安全審査費用、更に宣伝経費なども加えると少なくとも5,000円を上回ることになる。2年後に半導体チップの価格が下がっても、全体コストの変化はほとんどない。ただ2011年の直前になって台湾や韓国のメーカーが数百万台から数千万台という日本の需要を目当てにシリコンRFチューナーとISDB-Tの機能をすべて1チップに搭載した半導体チップおよびソフトCAS認証化で超低価格化を行い、5,000円というチューナーが現れる可能性があるとされた[45]。日経エレクトロニクスが2008年に日本国内メーカーの状況を取材した感触では、2009年夏の段階で最も下がっても8,000円程度ではないかとされていた[46]。

低所得者への対策として、2009年度から生活保護世帯に地デジチューナーを無料配布されている。総務省は2008年8月末に2009年度の生活保護世帯向け地上デジタル放送の支援予算として128億円を要求し2009年度に40万世帯、2010年度で残る80万の生活保護世帯に地上デジタル放送を視聴できるようにするとしている。予算にはアンテナ設置支援も含まれる。
2008年7月19日付けのasahi.com（朝日新聞社ニュースサイト）の報道によるとNECエレクトロニクスが大規模集積回路（LSI）の生産コストを半分にする技術の開発に成功し、2008年秋にも国内のチューナー製造メーカーに供給することがわかった。NECエレクトロニクスはこの技術により、チューナーの5,000円程度での販売を目指すとしている。NECエレ社のWeb上でも「簡易なチューナーで大幅コスト削減に貢献できる」とされていたものがトーンダウンして、このニュースによって外部からNECエレ社に対して「すぐに5,000円チューナーが実現出来るような誤解を与える」というクレームがついたのか2008年10月現在は「本LSIの価格は未定であります。また、簡易なチューナーは今回開発されたLSI以外にも多くの部品やソフトウェアで構成されることになります。従い、簡易なチューナーの価格に関しては弊社のLSI価格だけでは決まりません。」と変更された。
2009年3月3日、DXアンテナは手頃な価格のDpa簡易地デジチューナー仕様に適合するものを4月10日から発売すると発表した。品番は「DIR710」で価格はオープン価格としている。またマスプロ電工も同日型式「DT620」を4月30日から発売とし、価格はオープン価格である。
2009年9月3日、総務省テレビ受信者支援センターは石川県珠洲市での「アナログ放送終了リハーサル」で使用する5,000台から8,000台の簡易チューナ購入の公募を開始。珠洲市役所を納入先とし、2009年11月30日を最終納入日とした。
2009年9月4日、流通大手のイオンはピクセラ製の簡易地上デジタルチューナーをジャスコ（現：イオン）他の系列481店舗で9月19日から4980円で発売すると発表した。本体のチャンネル切り替えボタンの省略やブリスターパックなどにより、5000円以下の価格を実現させた。これにより、答申から約2年で5000円以下の地上デジタルチューナーが実現することとなった。
2009年9月7日、総務省の「地デジチューナー支援実施センター」は経済的に地上デジタル放送を視聴するために必要な最低限度の機器の購入が困難とされる生活困窮世帯（NHK受信料全額免除世帯）に対して支給する「簡易チューナーとリモコンなど一式」の納入事業者を公募からアイ・オー・データ機器とバッファローの2社に決めた。公募は一般競争入札で2009年7月23日から8月12日までの短期間に行われ応札は12社。この落札した2社は千葉県または神奈川県の指定される物流倉庫にまとめて納品する。見込みは1社あたり約30万台、計約60万台、金額は2社計最大約25億円。
2009年9月18日、19日のイオンに先立ち西友が100店でダイナコネクティブ製の簡易地上デジタルチューナーを4750円で発売。

##### 車載用チューナー
自動車に搭載されたディスプレイ（カーナビゲーションなど）に地デジチューナーを接続することにより受信が可能になる。ただし、ディスプレイにおいてフルハイビジョン（FullHD）映像に対応した機種は発売されていないためフルハイビジョン映像で見ることはできない。しかし、パナソニックのCN-HX3000Dはディスプレイ解像度1280×720ドットのHD（720p）画質で楽しめる。移動体での受信のため電波が滞る場所では自動的にワンセグに切り替わる機能を持つものも存在する。

### 機器接続方法
他の映像機器と地上デジタル対応機器に共通する端子を接続して使用する。下記の先に書かれた方式の端子を使用したほうが一般により高機能、高性能となる。D端子、コンポーネント端子はほぼ同等である。S端子以下は標準画質となる。それ以外の端子でも標準画質となる場合もある。詳細は各項目を参照。
映像・音声・制御などの接続方式
HDMI端子、D端子、コンポーネント端子、S端子、コンポジット映像信号・音声端子（RCA端子）、RF端子
共通する端子がない場合はコンバーターや変換コードを用いる。異なる方式の端子の同時の接続が行えない機種もある。
これら各方式の映像出力端子は各社機種により方式ごと1系統1端子と1系統2端子があり1系統2端子の場合、2台の機器に同時に接続でき出力される。また先に書かれる方式順の端子であるほど2端子まで備える機種は少ない。
なお単体デジタルチューナー（内蔵録画機）の場合、一部の例外を除きAV接続を原則とする為、従来のビデオデッキのようなRFアダプター端子やアンテナ（RF）切替スイッチがない。よって（アナログアンテナ入力のみで）RCA端子入力のないTV受像機との直接接続は不可（従来のビデオデッキを経由させるか、別途AV接続対応のRFモジュレータなどが必要）。

### アンテナなど受信設備

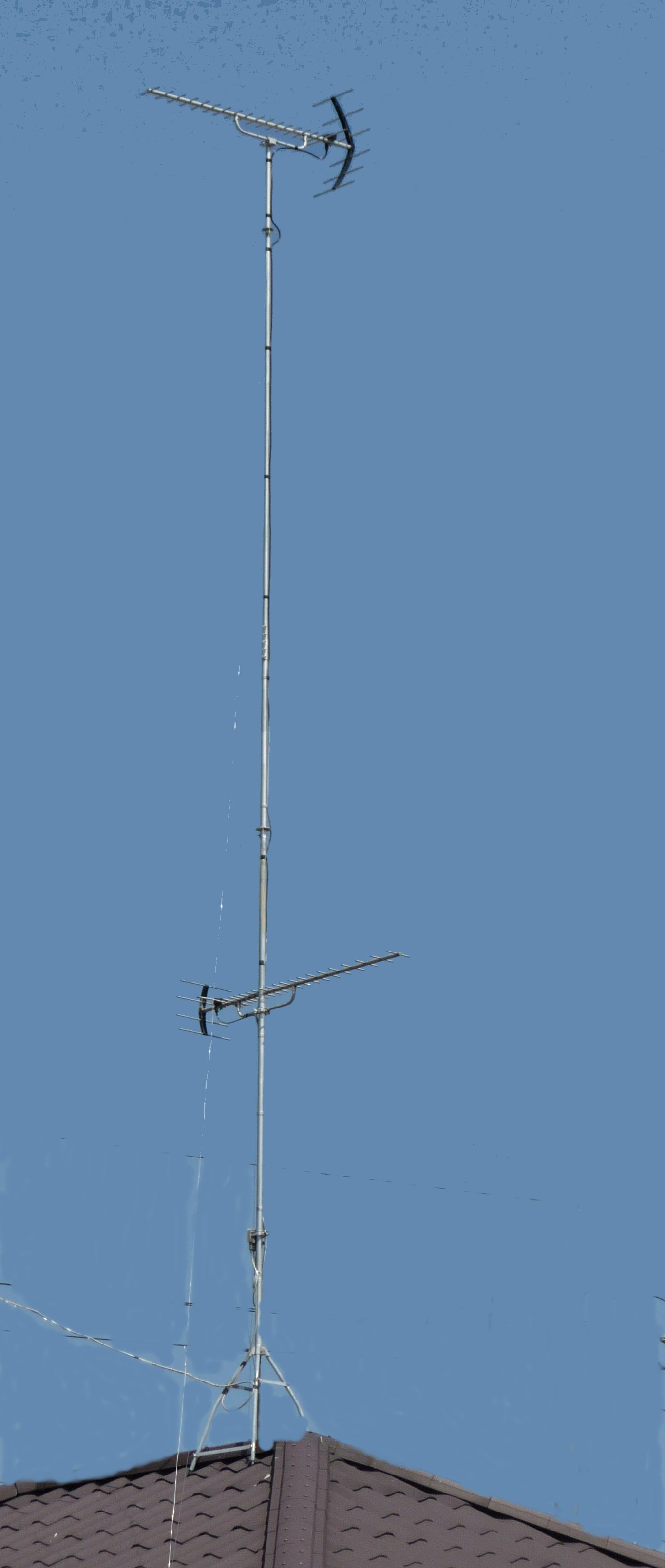
屋根に設置された2個の地デジ放送受信アンテナ。上部のアンテナは近くの高い建物を避け高い位置で東京タワー方向に向く。下部2つ目のアンテナは地元独立局の送信所に向く（2009年9月撮影）。

#### アンテナについて
地上デジタルテレビジョン放送（地デジ）はUHF帯で送信されるので、視聴するにはUHFアンテナを設置する必要がある。
アナログ時代には関東地方では広域各局を中継局経由での視聴世帯を除いてUHF帯放送局を視聴しない世帯も多かった。そのため東京タワー向けVHFアンテナしか設置していない家屋や建物があり、また独立局の送信所（東京に隣接の周辺3県）の関係から東京タワー向けUHFアンテナを設置していない家屋や建物も多かった。また関東の独立局で使われているアナログ用チャンネルとデジタル放送で使われているチャンネルは、TOKYO MX（14ch）と放送大学（16ch））を除いて周波数が大きく異なる（16 - 28チャンネル付近）。
一般に広く使われるUHFアンテナ（魚の骨型の八木・宇田アンテナ）は送信チャンネルによってローバンド（13 - 44ch メーカーによって異なる場合がある）、ハイバンド（25 - 62ch 同）、オールバンド（13 - 62ch）対応のアンテナを選択する。最近は対応チャンネル（周波数）を特定地域の地デジチャンネルに絞り込むことで、小型・高性能（動作利得）化したアンテナ（マスプロ電工の「LS14TMH（東・名・阪専用）」など）、13 - 52ch用のUHFアンテナ（20素子）が発売されている。
放送区域内（送信所に近い強・中電界地域（電界強度60dB以上））向けに一般的な八木・宇田アンテナより小型で特殊な形状（板状や太い棒状など）のUHFアンテナが各メーカーから発売されている。
地上デジタル放送が計画された後に製造されたアンテナで地上デジタル放送にも使用できるオールバンド対応製品は、アンテナ先端部のキャップ、またはケーブル接続部の防水カバーが黄色になっていて古い非対応なものと区別しやすくなっている。

#### アンテナケーブルについて
UHF帯を良好に受信するためには構内のアンテナケーブルもUHF帯の通りの良いものにする必要がある。
アンテナケーブルでは初期アナログテレビに使われていたフィーダー線こそVHF帯とUHF帯で分かれていたものの、その後の同軸ケーブルはどれもUHF帯以上に対応するようになっている。しかしながら、初期のアンテナケーブルとして使われていた同軸ケーブルの「3C-2V」はUHF帯の減衰が大きく、地デジには適さないとされている。
なお建物に敷設される受信設備は放送の進化と共により高い周波数へ対応するものとなっていっているが、周波数は高い方が減衰しやすいため、その減衰が少ないということは一般的により低い周波数のUHF帯の減衰も低くなっていることを意味する。
大規模施設などの共聴設備では地デジ放送波の光伝送（RF光伝送）も行われている。

#### 共聴設備の問題
UHF帯に移行するための問題として、古い家屋や集合住宅などでは共聴設備などがVHFやUHFの一部チャンネルにしか対応していないケースがある。
共聴受信設備で受信する場合、アンテナ線・混合器（ミキサー）・ブースター・分配器・壁面直列ユニット（アンテナコンセント）などはすべてUHF帯域対応タイプに交換しなければならない。「地上デジタル対応」をうたったものに必ずしも交換する必要はないがブースターはUHF帯域に対応しているだけではなく一般的にUHF帯域を使ったチャンネル数が増えるため、多くのチャンネルが増幅可能なものでなければ正常に視聴できないことがある（詳細は「2011年問題 (日本のテレビジョン放送)#地上アナログ放送との混信」参照）。
さらにビル陰でビルからの共聴受信設備で受信している場所でデジタル波の個別直接受信に移行しても正常に受信できない場合があり、受信設備の改修を必要とするところもある。そのため、設備改修費用の捻出が問題となっている。これについては各府県ごと（東京は2か所、北海道は4か所）に設置された総務省テレビ受信者支援センター（デジサポ）が相談・コンサルティングにあたっていた。

#### 送信所の変更に伴う問題
地デジへの移行に伴い、送信所がアナログ送信所とは別の場所に変更される地区がある。これによって従来のアナログ放送とデジタル放送の送信所が大きく離れている場合は、デジタル放送用UHFアンテナを付け足したり設置方向を変更する必要がある。
関東地方において、新たな地上デジタル放送の送信所として東京スカイツリーが建設されたが、開業は2012年（平成24年）であり、2011年（平成23年）7月24日のアナログ放送終了には間に合わなかった。そのため、現在の送信所である東京タワーからの電波を受信している場合に、アンテナの再調整などの影響があると無線従事者は考えていた。
総務省は、情報通信審議会情報通信政策部会「第42回地上デジタル放送推進に関する検討委員会」（2009年〈平成21年〉1月16日開催）において「関東広域圏の地上デジタル放送の親局が東京タワーから東京スカイツリーに移行することによる視聴者への影響はほとんどないであろう」との見解を示していたが、実際には総務省の見解が外れ、アンテナ調整などが必要となったため『東京スカイツリー受信確認テスト』を放送する事となった。
関東地方では新たに地上デジタル放送の電波を発射する東京スカイツリーの竣工が2012年2月29日（正式開業は2012年5月22日）となっており、地上デジタル放送への完全移行日である2011年7月24日には間に合わなかったため、完全移行後も2013年5月31日9時まで東京タワーからの送信が続けられた。また放送大学は東京タワー送信のまま、2018年9月末限りで地デジテレビとFMラジオの放送を終了し、2011年10月から開始されたBSデジタルでの放送にラジオを含めて含め一本化する予定である（radikoによるインターネットラジオ配信は引き続き行うが、2024年3月31日で終了する。）。

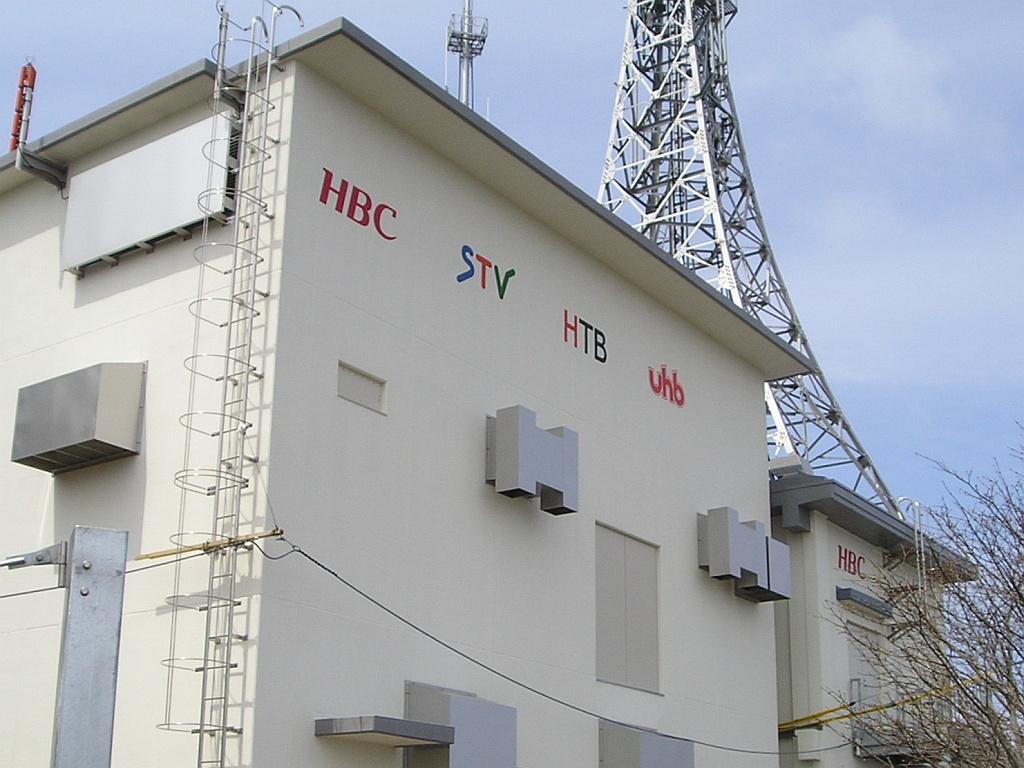
送信所の共同使用の例 - 北海道室蘭市
（HBC、STV、HTB、UHBによる共同施設。右側は従来からのHBC地上アナログ放送送信施設）※建設中に撮影

既存の施設をそのまま利用する場合でもアナログ放送では局単独の施設であってもデジタル放送では複数の局で共同使用するケースもある。
また、多数の送信所からUHF放送を受信している家庭では地上デジタル放送がうまく受信できない場合がある。例として大阪府などの関西地区では在阪局（生駒山から）のVHF波に加えてテレビ大阪やサンテレビなどのUHF局を受信している家庭が多いが通常の混合器で混合するとゴースト障害を起こす場合があるため、約6万世帯で特定地域向け混合器が使われている。しかし、地上デジタル放送が開始される前に製造・発売された物は関西地区の地上デジタル放送で使われるチャンネルをカット（減衰）してしまい上手く受信することができなくなる。このような設備ではアンテナ設備の取替えが必要となる。

#### 地デジアンテナ工事遅れの問題
2011年7月24日（岩手・宮城・福島3県は2012年3月31日に延期）の地上アナログ放送停波を控え地デジアンテナ工事の依頼の急増が予想されることから、アナログ放送停波時に地デジアンテナ工事が間に合わない恐れがある。停止当日までにアンテナが設置できず、地デジ放送が受信できない世帯などに対しても地デジ難視対策衛星放送を約半年間視聴できるようにする対応が総務省とDpaから発表された。2011年6月1日から7月31日（岩手・宮城・福島は2012年3月31日の当地のアナログ放送停波時）まで受付を行った。

### ケーブルテレビでの受信
ケーブルテレビ経由で視聴する場合はケーブルテレビ局によって送信方式が異なり、「トランスモジュレーション方式」と「（同一周波数または周波数変換）パススルー方式」がある。トランスモジュレーション方式はSTBを経由させなければ受信不可能なため使用するテレビの数だけケーブルテレビ局との契約が必要となるが、パススルー方式は個別受信同様に市販の地上デジタル対応機器のみで視聴が可能。UHF帯域外周波数変換パススルー方式で実施している場合は機器（主に初期に発売された機器）によっては受信できない。
ケーブルテレビ局による受信障害区域の地デジ再送信義務制度も存在する（放送法第140条）ものの、一部地域では再放送義務のある指定再放送事業者が存在しない状態となっている。

### 集合住宅での受信未対応件数
日本CATV技術協会では、2007年2月と3月に4階建て以上の集合住宅での地上デジタルTV放送の受信対応状況を調査した。日本全国でおよそ518,000棟あると推定される4階建て以上の集合住宅のうち、約23,000棟での調査結果では改修不要が30.8%で改修済みが23.4%であり改修計画が未定のところが40.8%もあった。改修不要でも71.1%が、改修済みでも68.3%がケーブルテレビによる対応であり多くの集合住宅が工事を済ませた訳ではない。2011年までそれほど長い時間が残されていないが、全国の改修計画未定の40.8%に該当する集合住宅が2011年の直前になって一斉に改修工事を行う事態が予想される。日本CATV技術協会では地上アナログ放送停波の直前になって工事依頼が殺到しても工事業者の人手不足などで対応できないと、既にマンション組合などへの啓蒙活動を行っている。
また改修工事にかかる費用も1戸あたりに直すと数千円から古い建物では10万円以上かかる場合があり、年金生活者の居住が多い古い団地のケースではチューナーなどの購入予算も合わせてデジタル放送への移行が危惧された。

### 一部地域での受信方法
一部の中継局でアナログ放送停波までにデジタル放送開始が行われないなどのことがあり、受信できない地域に限って衛星放送やIP放送による地上デジタル放送の再送信を行う予定である。送信所や中継局を多く抱える北海道において、スカイパーフェクト・コミュニケーションズと通信衛星を保有するJSAT（いずれも現・スカパーJSAT）による通信衛星での再送信実証実験を行った。その結果を踏まえ、B-SATの放送衛星を用いたセーフティネット放送を行うための省令改正がなされた。また光ファイバーを利用したIP放送では2006年までに標準画質（SDTV）、2008年にはデジタル放送と同じ高精細な映像で再送信する予定である。
そのうち、暫定的な措置として地デジを受信できない地域に対してBSデジタルを使用したキー局の再送信が2010年から実施されていた（地デジ難視対策衛星放送を参照）。
北海道では山間部における受信対策として、2007年3月より受信点から光ファイバーケーブルで伝送した信号を「ギャップフィラー」と呼ばれる携帯電話の基地局に似た小型の送信機で再送信する実験を開始した。これが実用化されれば新規に中継局を設置することなく、安価に難視聴地域を解消することが出来るようになる。この「ギャップフィラー」方式の実証実験は富山市中心部の地下街で総務省北陸総合通信局と北日本放送が共同で日本で初めて実施。

## 開始時期
各放送局の親局は、以下の順に放送を開始している。
2003年（平成15年）
- 12月1日 11時より関東・近畿・中京の3大広域圏のNHK放送センター、NHK大阪放送局、NHK名古屋放送局と広域民放全局、東京都の東京メトロポリタンテレビジョン、大阪府のテレビ大阪、愛知県のテレビ愛知が放送開始。

2004年（平成16年）
- 10月1日 富山県の北日本放送とNHK富山放送局、茨城県のNHK水戸放送局が放送開始。
- 11月1日 岐阜県のNHK岐阜放送局が放送開始。
- 12月1日 神奈川県のテレビ神奈川と兵庫県のNHK神戸放送局、サンテレビジョンが放送開始。

2005年（平成17年）
- 4月1日 岐阜県の岐阜放送、三重県のNHK津放送局と三重テレビ放送、滋賀県のNHK大津放送局、京都府のNHK京都放送局と京都放送、奈良県のNHK奈良放送局が放送開始。
- 6月1日 静岡県のNHK静岡放送局と静岡放送、和歌山県のNHK和歌山放送局が放送開始。
- 11月1日 静岡県の静岡第一テレビ・テレビ静岡・静岡朝日テレビが放送開始。
- 12月1日 東北地方のNHK全局、宮城県の東北放送・仙台放送・宮城テレビ放送、山形県の山形放送とテレビユー山形、栃木県のとちぎテレビ、埼玉県のテレビ埼玉が放送開始。

2006年（平成18年）
- 4月1日 新潟県のNHK新潟放送局・新潟放送・NST新潟総合テレビ、長野県のNHK長野放送局、千葉県の千葉テレビ放送、山梨県のNHK甲府放送局、奈良県の奈良テレビ放送、福岡県のNHK福岡放送局、沖縄県のNHK沖縄放送局が放送開始。
- 5月1日 福井県の全局が放送開始。
- 6月1日 北海道のNHK札幌放送局と民放全局、秋田県の秋田放送、山形県の山形テレビとさくらんぼテレビジョン、福島県の民放全局が放送開始。
- 6月18日 宮城県の東日本放送が放送開始。
- 7月1日 青森県の民放全局、山梨県の民放全局、石川県のNHK金沢放送局・北陸放送・石川テレビ放送・テレビ金沢、福岡県のRKB毎日放送・テレビ西日本・福岡放送・TVQ九州放送が放送開始。
- 9月1日 群馬県の群馬テレビが放送開始。
- 10月1日 岩手県の民放全局、秋田県の秋田テレビと秋田朝日放送、新潟県のテレビ新潟放送網・新潟テレビ21、長野県の民放全局、富山県のチューリップテレビと富山テレビ放送、石川県の北陸朝日放送、滋賀県のびわ湖放送、和歌山県のテレビ和歌山、鳥取県・島根県、広島県、山口県、徳島県、愛媛県、高知県の全局、福岡県のNHK北九州放送局が放送開始。
- 12月1日 関東広域圏の放送大学学園、岡山県・香川県の全局、福岡県の九州朝日放送、佐賀県、長崎県、熊本県、大分県、宮崎県、鹿児島県の全局、沖縄県の民放全局が放送開始。これにより、全ての都道府県庁所在地で地上デジタル放送の受信が可能となった。また、この受信可能を記念して12月1日が「デジタル放送の日」に制定された。
- 2006年（平成18年）12月1日以降は全ての都道府県庁所在地で地上デジタル放送が受信可能になっている。全国各地の中継局は親局設置以降、2010年（平成22年）に掛けて順次設置が進められ、ほぼすべての世帯で地上デジタル放送が受信可能となった（アナログで開局しているデジタル放送の中継局整備は富山県のみ2009年〈平成21年〉までに全中継局で設置を完了。その他の都道府県の大半も2010年〈平成22年〉までに全中継局で設置を完了）。

2007年（平成19年）
- 10月1日 北海道の旭川・函館・室蘭（NHKと民放全局）、帯広・北見・釧路（NHKとテレビ北海道を除く民放4局）の各地区で開始。これにより、当時アナログ放送を行っていた既存ローカル局の全てが、地上デジタル放送を開始したことになり、北海道内全世帯の約8割で地上デジタル放送の受信が可能となった。

2009年（平成21年）
- 11月13日 政府行政刷新会議の事業仕分けによって2010年（平成22年）度予算のうち地上デジタル放送への円滑な移行のための環境整備・支援、電波資源拡大のための研究開発などは半額に縮減すべしと判定された。

2011年（平成23年）
- 岩手、宮城、福島の3県については東日本大震災の影響を鑑み地デジ完全移行を最大1年延期する特例法が施行され、これに伴い、被災3県に於ける放送局の停波は2012年3月31日に延期されていた。

- 7月24日 正午、岩手、宮城、福島の3県を除く44都道府県の全局が地上アナログテレビ放送の通常番組を終了。同日24時（25日0時）までにはアナログ放送の停波が完了した。

2012年（平成24年）
- 3月31日 正午、東日本大震災の影響で延期されていた岩手、宮城、福島3県の地上アナログテレビ放送の通常番組を終了。同日24時（1日0時）までにはアナログ放送の停波が完了し、日本全国で完全デジタル化が完了した。これで、日本のアナログテレビジョン放送は完全に廃止され、約60年の歴史に幕を閉じた。

2015年（平成27年）
- 3月31日 地デジ難視聴対策衛星放送及びケーブルテレビのデジアナ変換が終了。

## 地デジ完全移行に向けた放送局側の動き
民放及びNHK地上波については当初、総務省が2011年（平成23年）6月30日を以て通常のアナログテレビ放送本編を停止し2011年（平成23年）7月1日以降は通常の地上波テレビ本編が全てデジタル画面のみによる放送となるとしていた。
しかし日本民間放送連盟（民放連）がこの方針に反発したため、民放各局はアナログテレビ放送は移行期間を設けずに2011年（平成23年）7月24日の停波まで通常放送することとした。ただし地上デジタル完全移行後はアナログ対応テレビではスノーノイズ（砂嵐）しか映らなくなるため、このイメージを2011年1月中にも地上アナログ放送終了告知番組で繰り返し流し始め混乱を防ぐとしている。
また告知番組の枠を徐々に拡大し周知を図っていく。民放連はアナログテレビ放送本編の終了時期を明確にしていないNHKにも同調を求めていたが2011年（平成23年）1月19日、NHKも同様に7月24日までは通常通りの番組を流すことにした。ただし、7月1日以降はアナログ放送からデジタル放送への移行を促すメッセージを番組の一部にかぶせる形で表示することにしていた。

### 地デジ早期移行促進
さらに、地デジ早期移行を促すべく2010年（平成22年）7月5日より全てのアナログTV画面が強制レターボックス化（上下に黒帯付加）され、アナログ画面の場合は番組冒頭で「アナログTV放送終了告知」が上下黒帯部に表示されている（従来の4:3SD制作番組を放送する場合、アナログ画面では上下に加え左右にも黒帯が入り従前より小さい画面となっている。また民放の場合、画面強制レターボックス化は番組本編のみなのでCM中は従前通り4:3フルサイズ画面となる場合もあった）。
また2011年（平成23年）1月以降は、地デジ完全移行に向けての予行演習として「アナログテレビ放送の一時停波を都道府県単位で行う」方針が総務省より発表された。1月末は地デジ受信機の世帯普及率が全国最下位の沖縄県において在覇民放テレビ3局（琉球放送・沖縄テレビ放送・琉球朝日放送）が在宅高齢者の視聴割合が高い昼間の1時間程度、アナログ放送における通常番組を一定時間停波。デジタル画面では通常番組を放送し、アナログ画面では「砂嵐」映像や居住都道府県のデジサポ電話番号を表示した画面を流して地デジへの早期移行を促した。
なおこの実験は当初は全国一斉に行われる予定だったが番組編成が局及び系列毎に異なり実施時間の調整が難しいことから、都道府県単位や中継局単位による実施に改める形で全国のNHKおよび民放テレビ各局に対し「地デジ完全移行に向けての予行演習実施」を求めた。

### カバー世帯
総務省では次の2つのサイトで日本全地域の都道府県別、放送事業者別、市町村別、および各市町村の全世帯数と2010年（平成22年）末において視聴できる世帯数を案内していた。
- 日本全市町村別、地デジ放送局別、視聴可能カバー世帯数のめやす 総務省サイト（エクセルファイル）[リンク切れ]
- 都道府県別、地デジ放送局別、中継局開設計画 総務省サイト（エクセルファイル）[リンク切れ]

また、デジタル放送推進協会は次のサイトで都道府県別の視聴できるエリアの地図を案内している。
- 都道府県別、地デジ視聴可能地域地図2010年末までの計画（共聴・ケーブル方式を含む） デジタル放送推進協会（PDFファイル）[リンク切れ]

現行電波法によりアナログ放送が2011年（平成23年）に終了したが南関東地区では東京スカイツリーの建設遅れ、および集合住宅やビル陰などの共聴設備改修の目処が立っていないためデジタル化ができていないところが多かった。

### 石川県珠洲市
2011年（平成23年）7月24日のアナログ放送完全停波に1年先駆けて、石川県珠洲市（珠洲中継局）において2010年（平成22年）7月24日にアナログ放送が完全停波されることが総務省より発表された。総務省北陸総合通信局より地デジ完全移行モデル地区に選ばれた珠洲市は他地区より1年早く2010年（平成22年）7月24日正午を以て（在金局の）地上アナログテレビ放送を完全終了。全国で最も早く地デジ化を完了させた
。これに伴い、珠洲中継局エリアのアナログ放送視聴世帯や事業所を対象にピクセラ製簡易地上デジタルチューナーが貸与された。

### 長崎県対馬市
さらに翌2011年（平成23年）1月24日には長崎県対馬市において、厳原中継局を除いた市内全中継局における在長崎局地上アナログテレビ放送を他地区より半年早く完全終了した。

### 東日本大震災被災地
2011年（平成23年）3月11日に発生した東北地方太平洋沖地震（東日本大震災）の主な被災地である岩手県、宮城県、福島県（以下上記3県）に限り、総務省が同年7月24日のアナログ放送の停止を半年 - 1年程度延期する方向で調整に入ったことがメディアで報じられ同年4月20日に総務省よりその旨が正式発表され、同年6月15日に東日本大震災に伴う地上デジタル放送に係る電波法の特例に関する法律が公布・施行され上記3県におけるアナログテレビ終了期日は当初は最長で2012年（平成24年）7月24日までに設定されていたが、2011年（平成23年）7月5日に「岩手・宮城・福島3県におけるアナログテレビ放送終了期日は"2012年3月31日"とする」旨が正式決定した。
このため、アナログテレビ放送終了猶予対象は上記3県にある地上波テレビ局
日本放送協会（いずれも総合・Eテレ）
- NHK盛岡放送局（JOQG-TV、JOQC-TV）
- NHK仙台放送局（JOHK-TV、JOHB-TV）
- NHK福島放送局（JOFP-TV、JOFD-TV）

民間放送
- 岩手県
  - IBC岩手放送（JODF-TV）
  - テレビ岩手（JOII-TV）
  - 岩手めんこいテレビ（JOYH-TV）
  - 岩手朝日テレビ（JOIY-TV）
- 宮城県
  - 東北放送（JOIR-TV）
  - 仙台放送（JOOX-TV）
  - 宮城テレビ放送（JOMM-TV）
  - 東日本放送（JOEM-TV）
- 福島県
  - 福島テレビ（JOPX-TV）
  - 福島中央テレビ（JOVI-TV）
  - 福島放送（JOJI-TV）
  - テレビユー福島（JOKI-TV）

に対し、アナログテレビ関連機器（テレビマスターおよび各送信所にあるアンテナ・送信機器類）の維持管理費を総務省が一部助成することとした。また特別措置として、上記3県と周辺の被災地域で地上波を受信できなくなった地区については地デジ難視対策衛星放送（BSデジタル放送による東京キー局の再送信）の対象とされた。
このため、上記3県における地上アナログテレビ放送は最長でも1年しか延長出来ない（その後上述の通り上記3県では2012年〈平成24年〉3月31日をもって地上アナログテレビ放送を完全終了させることが正式決定）。上記3県以外の都道府県とBSについては当初からの予定通り2011年（平成23年）7月24日をもってアナログテレビ放送が完全終了し、上記3県の地上アナログテレビ放送についても、2012年（平成24年）3月31日をもって完全終了し、日本全国で完全デジタル化が完了した。
被災3県のNHK（盛岡・仙台・福島）の各局では、アナログ放送終了記念特番として2012年（平成24年）3月31日11:00 - 11:54まで『東北3県さようならアナログ!もっとデジタル!』を放送した。なお、岩手・宮城・福島の民放テレビ局では東北放送が11:59 - 12:00まで『ありがとう!アナログ放送』を放送したのみで他局では昼前のローカルニュースで触れるだけにとどまった（ローカルニュース終了後、お知らせ画面が切換わる12:00まで通常のCMを放送）。

## パソコン・携帯電話による受信
（パソコンにチューナー機能を装備して地上デジタルテレビジョン放送を受信する場合（の問題）については「限定受信システム」の項目を、携帯電話端末などでワンセグを受信する場合については「ワンセグ」の項目をそれぞれ参照のこと）
デジタルチューナーを搭載したパソコンではデジタル放送を録画・視聴することが可能だが、暗号化が施されて録画したパソコン以外で利用できないように厳しく制限されている。当初は内蔵HDDへの保存のみだったが、2005年（平成17年）頃からDVDレコーダー同様に記録型DVDにムーブできる製品も登場し始めた。しかし2006年（平成18年）以降Blu-ray Disc/HD DVDドライブ搭載PCが発売されても、デジタル放送の保存にはレコーダーに比べて制限が厳しい場合が多い。制約が多いパソコンでの地上デジタル放送であるが、2007年（平成19年）11月に発売されたフリーオではハードウェアでのHDCP対応などは一切必要とせず地上デジタル放送を受信することが可能である。
2008年（平成20年）4月8日、デジタル放送推進協会はパソコンで地デジ放送のフルセグメント（12セグメント）が受信できる機器「PC用デジタル放送チューナ」のガイドラインを発表した。これによって自作機を含むパソコンのオプション機器として視聴、録画およびその再生が可能となる。この「PC用デジタル放送チューナ」はUSBの外付けオプション、またはパソコン本体に内蔵するオプションとしてPCIバスに接続できる。
2008年（平成20年）5月14日にバッファロー、アイ・オー・データ機器などの製品、5月17日にピクセラの製品が発売されている。放送をパソコンのハードディスクに録画し、再生する機能を持ったものが多い。2010年（平成22年）頃からはDVDやBDにも放送を録画可能なチューナーが出始めた。これと併せて、2011年（平成23年）7月の地上アナログ放送終了を見据えてメーカー製パソコンも地デジ対応モデルがラインアップされ、普及した。
2013年（平成25年）5月7日、ソフトバンクモバイルより発表された2013年夏モデルで、発表されたのスマートフォンのうち2機種は従来のワンセグの受信だけでなく、地上デジタル放送の受信にも対応した。録画が対応しているのはシャープ製のAQUOS PHONE Xx 206SHのみで、もう一つ地上デジタル放送対応機種を発表している富士通モバイル製のARROWS A 202Fは録画は非対応となっている。
2013年（平成25年）5月15日にも、NTTドコモより発表された2013年夏モデルで、発表されたスマートフォンのうち富士通製のARROWS NX F-06Eとシャープ製タブレットのAQUOS PAD SH-08Eでも、ワンセグのみならず地上デジタル放送の受信にも対応している。F-06Eは録画非対応、SH-08Eは録画対応となっている。
両キャリア4機種ともにB-CASカードを使用しないソフトウェア方式で対応している。

## ハイビジョン対応上の問題
他のデジタルテレビ放送と共通内容が多いので、詳細はデジタルテレビの当該記述を参照のこと。

## ホワイトスペースの利用
電波の「ホワイトスペース」の有効活用という観点から空き周波数の利用もされている。